# Gran icositetraedro hexacrónico
En geometría, el gran icositetraedro hexacrónico es el dual del gran cubicuboctaedro. Sus caras son deltoides (también denominados informalmente cometas). Parte de cada cometa se encuentra dentro de la figura, por lo que es invisible en los modelos sólidos.

## Proporciones

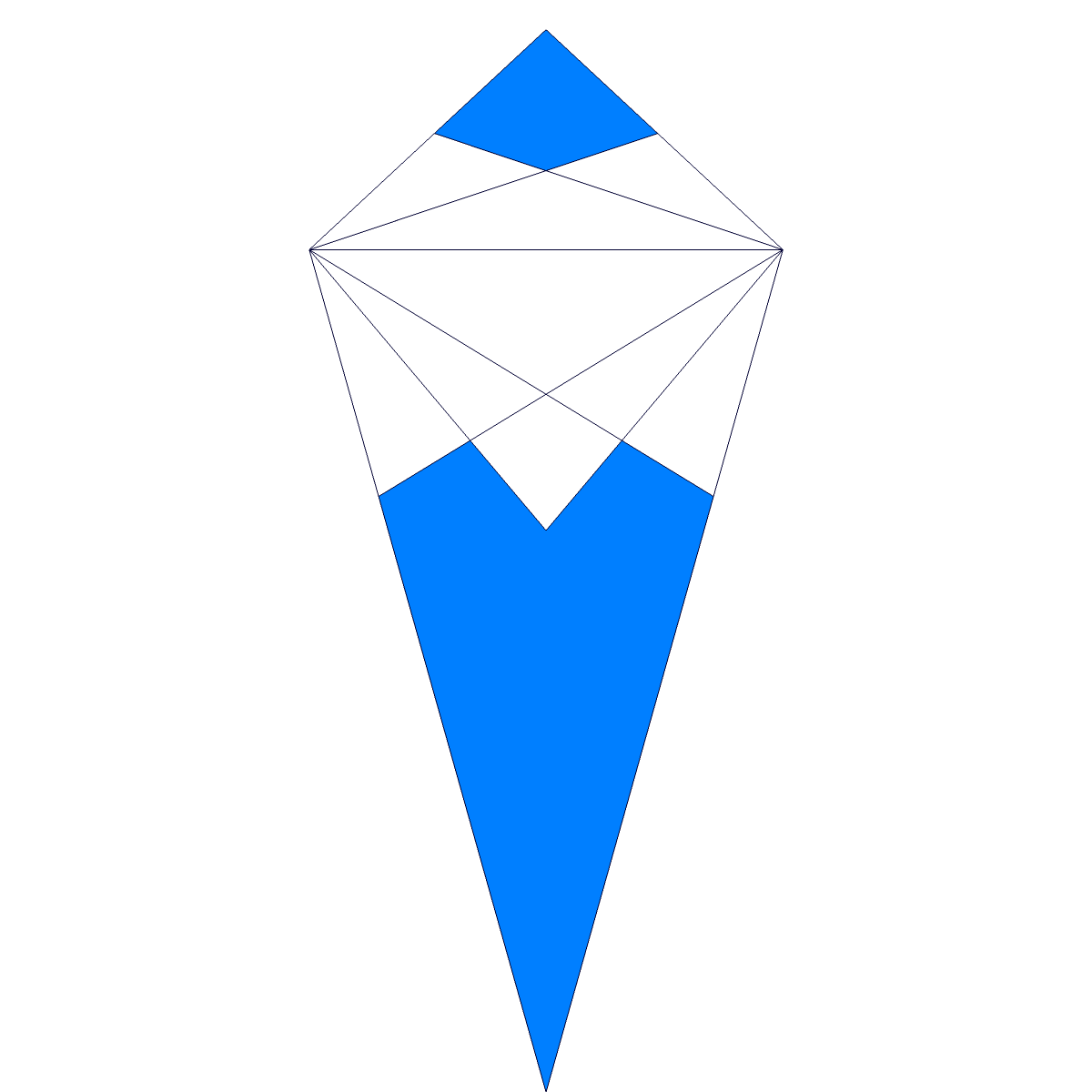
Forma de las caras

Las cometas tienen dos ángulos de {\displaystyle \arccos({\frac {1}{4}}-{\frac {1}{2}}{\sqrt {2}})\approx 117.200\,570\,380\,16^{\circ }}, uno de {\displaystyle \arccos(-{\frac {1}{4}}+{\frac {1}{8}}{\sqrt {2}})\approx 94.199\,144\,429\,76^{\circ }} y otro de {\displaystyle \arccos({\frac {1}{2}}+{\frac {1}{4}}{\sqrt {2}})\approx 31.399\,714\,809\,92^{\circ }}. Su ángulo diedro es igual a {\displaystyle \arccos({\frac {-7+4{\sqrt {2}}}{17}})\approx 94.531\,580\,798\,20^{\circ }}, y la relación entre las longitudes de los bordes largo y corto es {\displaystyle 2+{\frac {1}{2}}{\sqrt {2}}\approx 2.70710678118655}.